# Tebosa
Tebosa ist eine Gemeinde im Norden Portugals.

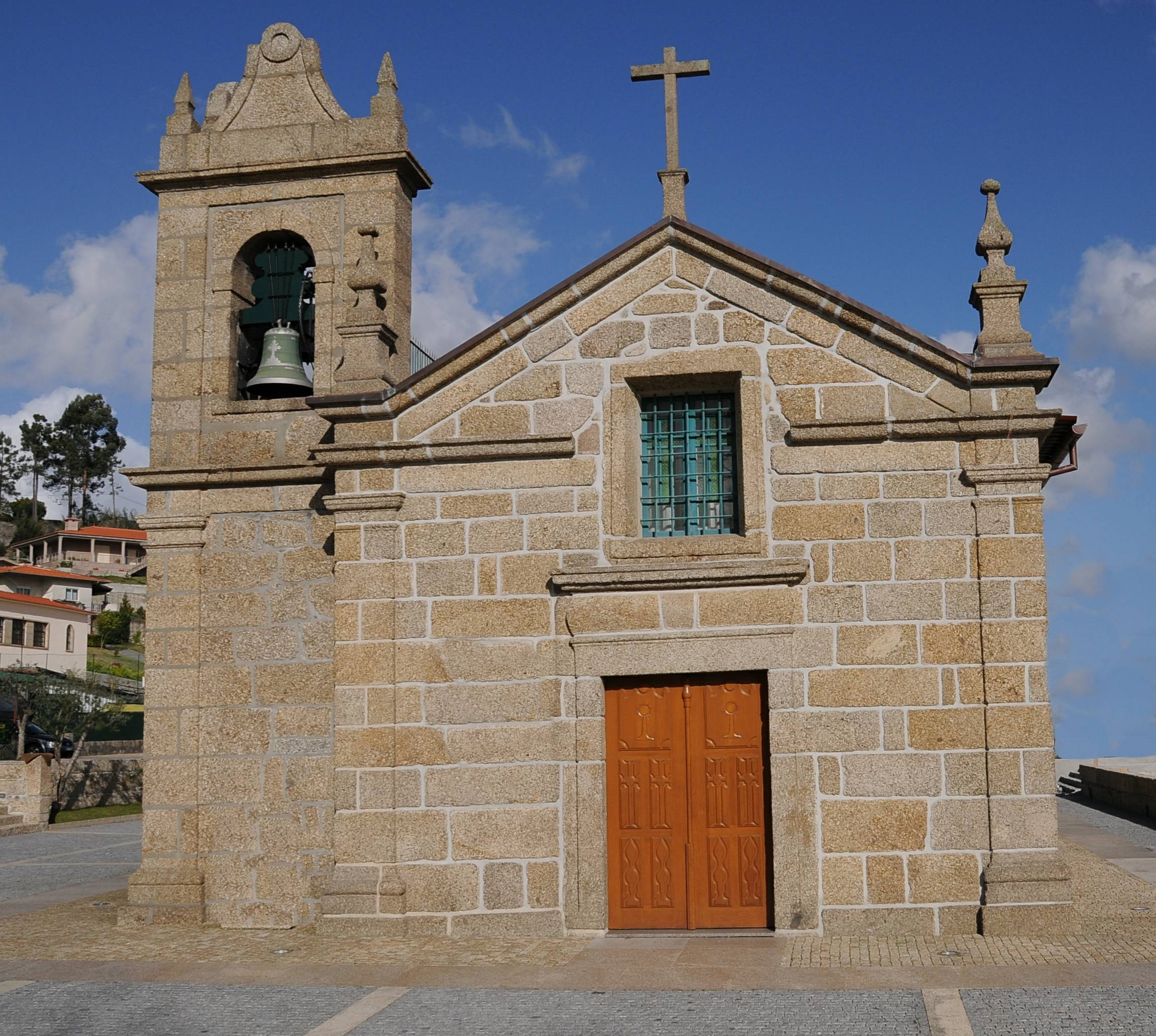
Kirche von Tebosa

Tebosa gehört zum Kreis Braga im gleichnamigen Distrikt Braga, besitzt eine Fläche von 2,6 km² und hat 1081 Einwohner (Stand 19. April 2021). Der Ort ist nur gering urbanisiert.